# Feminismo separatista
Feminismo separatista é uma forma de feminismo radical em que a oposição ao patriarcado é feita exclusivamente por mulheres e meninas.
Algumas feministas separatistas não acreditam que os homens podem fazer contribuições positivas para o movimento feminista e que, mesmo homens bem intencionados, replicam a dinâmica do patriarcado.
A autora estadunidense Marilyn Frye descreve o feminismo separatista como uma "separação de vários tipos ou modalidades de homens e de instituições, relações, funções e atividades que são definidos pelo masculino, dominados por homens e operam em benefício de homens e a manutenção de privilégio masculino".
Em um tratado sobre o feminismo socialista publicado em 1972, a União Popular da Libertação das Mulheres de Chicago diferencia o separatismo como uma "posição ideológica" e como uma "posição tática". Eles ainda distinguem o separatismo entre "prática pessoal" e "posição política".